# Francesco De Bonis
Pour les articles homonymes, voir Bonis.
Francesco De Bonis (né le 14 avril 1982 à Isola del Liri, dans la province de Frosinone dans le Latium) est un coureur cycliste italien.

## Biographie
Francesco De Bonis commence sa carrière professionnelle en 2008 dans l'équipe allemande Gerolsteiner. Bon grimpeur, il se révèle durant le Tour de Romandie en remportant l'étape-reine.
Le 17 juin 2009, il est suspendu par la Serramenti PVC Diquigiovanni-Androni Giocattoli à la suite de la demande d'ouverture d'une procédure disciplinaire à son encontre sur la base du passeport biologique. En outre, il fait l'objet d'un contrôle antidopage positif à l'EPO CERA durant le Tour d'Italie, dont le résultat est annoncé en octobre. Le tribunal national antidopage du Comité olympique national italien (CONI) prononce à son encontre une suspension de deux ans et une amende de 13 000 euros. Un recours formulé auprès du tribunal arbitral du sport est rejeté en 2011. Il est le premier sportif sanctionné sur la base du passeport biologique. Il ne peut reprendre la compétition avant le 17 juin 2011.

## Palmarès

### Palmarès amateur
- 2003
  - 2e du Trophée international Bastianelli
- 2004
  - 3e du Trofeo Alta Valle del Tevere
- 2006
  - Grand Prix de la ville de Silvi
  - Gran Premio San Giuliano
  - 2e du Gran Premio Capodarco
- 2007
  - Gran Premio Enel Monte Amiata
  - Grand Prix de la ville de Silvi
  - Giro della Provincia di Pesaro e Urbino
  - Mémorial Angelo Morini
  - Gran Premio Folignano
  - Trophée international Bastianelli
  - 2e du Trofeo Tosco-Umbro
  - 2e du Gran Premio Capodarco
  - 3e du Gara Ciclistica Milionaria
  - 3e du Trophée de la ville de Castelfidardo

### Palmarès professionnel
- 2008
  - 4e étape du Tour de Romandie

## Résultats sur le Tour d'Italie
1 participation
- 2009 : 84e

## Classements mondiaux
| Année           | 2006 | 2007 |
| --------------- | ---- | ---- |
| UCI Europe Tour | 476e | 110e |